# Salfacarus tanzaniensis
Salfacarus tanzaniensis är en spindeldjursart som beskrevs av Thomas van der Hammen 1977. Salfacarus tanzaniensis ingår i släktet Salfacarus och familjen Opilioacaridae. Inga underarter finns listade i Catalogue of Life.